# Ognes (Oise)
Ognes is een gemeente in het Franse departement Oise (regio Hauts-de-France) en telt 257 inwoners (1999). De plaats maakt deel uit van het arrondissement Senlis.

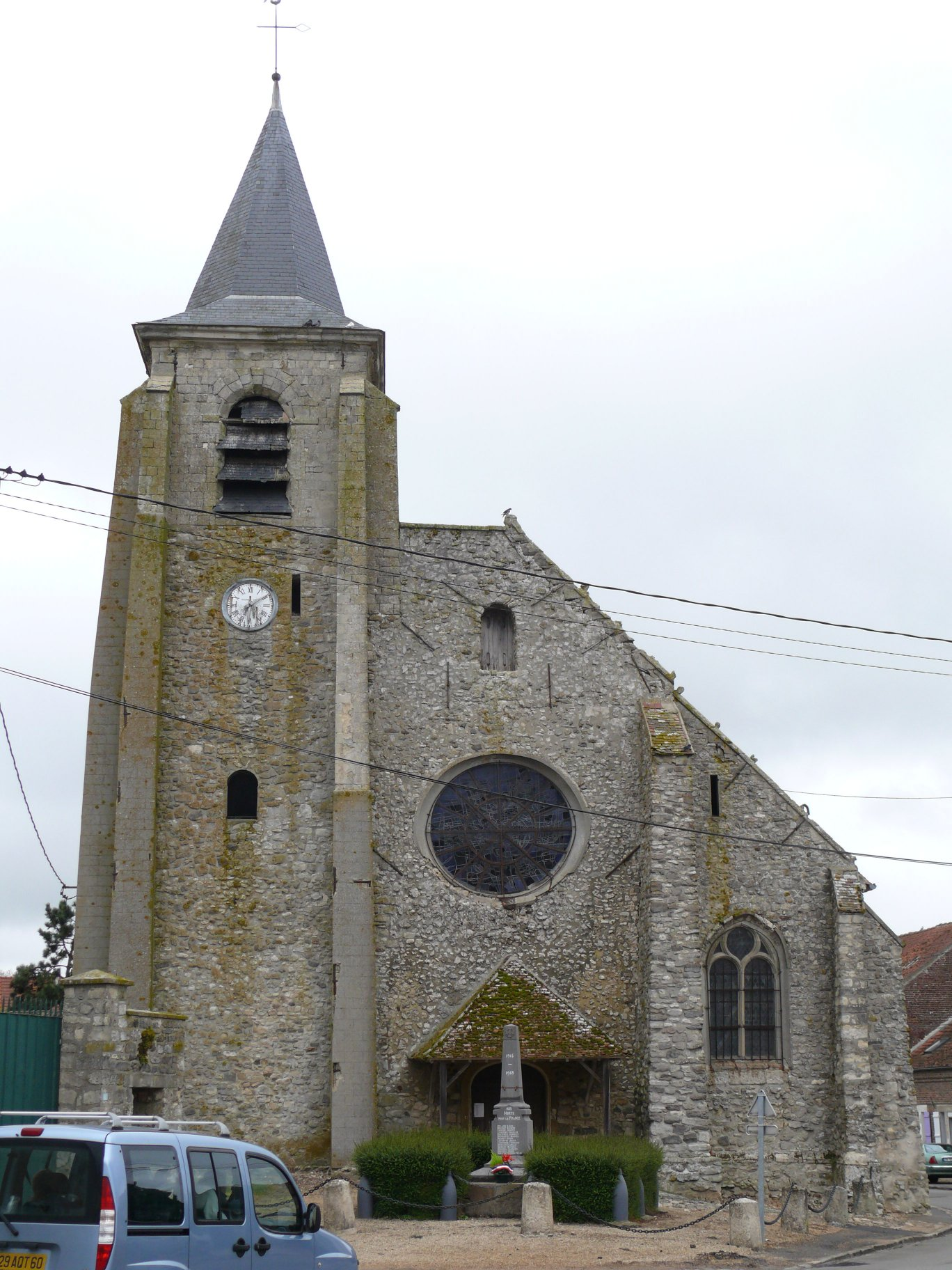
Kerk van St. Petrus, Ognes
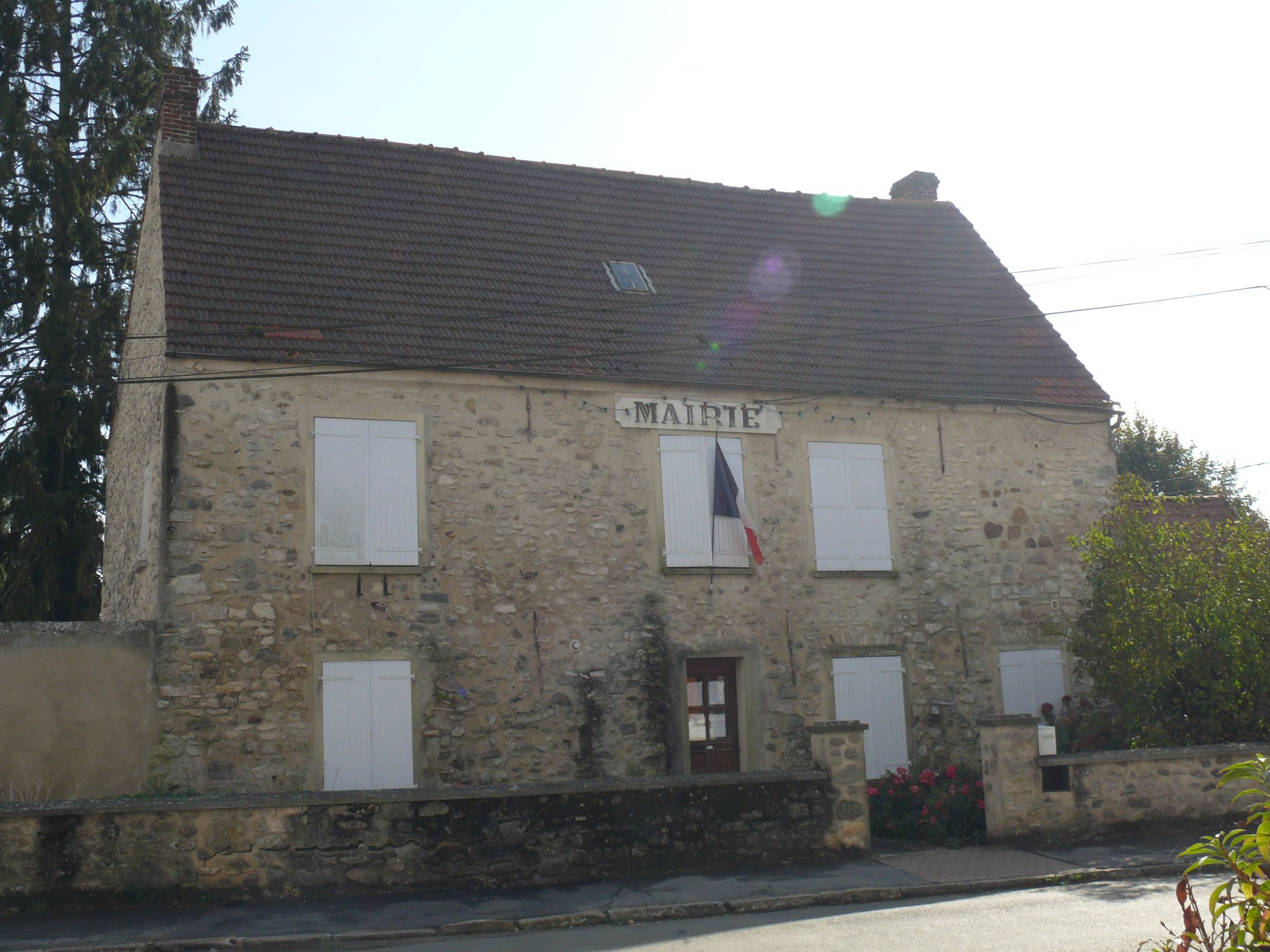
Gemeentehuis

## Geografie
De oppervlakte van Ognes bedraagt 6,8 km², de bevolkingsdichtheid is 37,8 inwoners per km².
De onderstaande kaart toont de ligging van Ognes (Oise) met de belangrijkste infrastructuur en aangrenzende gemeenten.

## Demografie
Onderstaande figuur toont het verloop van het inwonertal (bron: INSEE-tellingen).